# Tolerancja. Rzecz o surowym państwie, prawie natury, miłości i sumieniu
Tolerancja. Rzecz o surowym państwie, prawie natury, miłości i sumieniu – książka Ryszarda Legutki wydana nakładem wydawnictwa Znak w 1997 roku. Autor podejmuje refleksję nad wielkim sporem o tolerancję religijną, który toczył się od czasów Reformacji do Oświecenia, omawia koncepcje Erazma z Rotterdamu, Johna Locke'a, Pierre'a Bayle'a, Woltera oraz licznych krytyków tolerancji, ukazując założenia i konsekwencje, nierzadko paradoksalne i rozmijające się z intencjami swych autorów.
Praca ta została nagrodzona przez Ministra Edukacji Narodowej.